# Velva
Velva è un centro abitato (city) degli Stati Uniti d'America, situato nella Contea di McHenry, nello Stato del Dakota del Nord. Nel censimento del 2000 la popolazione era di 1.049 abitanti. La città è stata fondata nel 1897. Appartiene all'area micropolitana di Minot.

## Geografia fisica
Secondo i rilevamenti dell'United States Census Bureau, la località di Velva si estende su una superficie di 2,00 km², tutti occupati da terre.

## Popolazione
Secondo il censimento del 2000, a Velva vivevano 1.049 persone, ed erano presenti 275 gruppi familiari. La densità di popolazione era di 525 ab./km². Nel territorio comunale si trovavano 483 unità edificate. Per quanto riguarda la composizione etnica degli abitanti, il 99,33% era bianco, lo 0,10% era afroamericano, lo 0,19% era nativo e lo 0,38% apparteneva a due o più razze. La popolazione di ogni razza ispanica corrispondeva allo 0,48% degli abitanti.
Per quanto riguarda la suddivisione della popolazione in fasce d'età, il 25,6% era al di sotto dei 18, il 5,1% fra i 18 e i 24, il 23,6% fra i 25 e i 44, il 19,6% fra i 45 e i 64, mentre infine il 26,0% era al di sopra dei 65 anni di età. L'età media della popolazione era di 42 anni. Per ogni 100 donne residenti vivevano 89,0 maschi.